# David Howell
David Howell (14 de novembre de 1990) és un jugador d'escacs anglès, que té el títol de Gran Mestre des de 2007.
A la llista d'Elo de la FIDE del desembre de 2021, hi tenia un Elo de 2646 punts, cosa que en feia el jugador número 5 (en actiu) d'Anglaterra, i el 101è millor jugador al rànquing mundial. El seu màxim Elo va ser de 2712 punts, a la llista d'agost de 2015.

## Resultats destacats en competició
El juliol 2008 guanyà l'Obert d'Andorra amb 8 punts de 9, mig punt per davant de Romain Édouard.
Ha estat tres cops campió de la Gran Bretanya en els anys 2009, 2013 i 2014.
Del 30 de maig al 10 de juny de 2017, va prendre part en el Campionat d'Europa individual on va fer 8 punts d'11 (+6–1=4), mig punt per sota de Maksim Matlakov, Baadur Jobava i Vladímir Fedosséiev. Matlakov guanyà el torneig en el desempat. Amb aquest resultat li donà dret a participar el setembre a Tbilisi en la Copa del Món de 2017, on fou derrotat per Aryan Tari per 2½ a 3½ en el desempat a la primera ronda.
El març de 2019, fou membre de l'equip anglès que va quedar segon al Campionat del món per equips a Astana.
L'octubre de 2019 fou onzè al fort Gran Torneig Suís de la FIDE de 2019 a l'Illa de Man (el campió fou Wang Hao).

### Participació en olimpíades d'escacs
Jones ha participat, representant Anglaterra, en quatre Olimpíades d'escacs entre els anys 2008 i 2014, amb un resultat de (+18 =14 –6), per un 65,8% de la puntuació. El seu millor resultat el va fer a l'Olimpíada del 2014 en puntuar 7½ de 10 (+6 =3 -1), amb el 75,0% de la puntuació, amb una performance de 2709.